# Лук Пери
Кој Лутер „Лук” Пери III (енгл. Coy Luther "Luke" Perry III; Менсфилд, 11. октобар 1966 — Бербанк, 4. март 2019) био је амерички глумац. Познат је по улози Дилана Мекеја у серији Беверли Хилс, 90210 између 1990. и 1995. године, па поново између 1998. и 2000. године. Такође је глумио Фреда Ендруза у серији Ривердејл. Имао је гостујуће улоге у серијама као што су Злочиначки умови, Ред и закон: Одељење за специјалне жртве и Вил и Грејс.
Преминуо је 4. марта 2019. године у 52. години од последица можданог удара.